# Рейтель, Калью Рудольфович
Ка́лью Рудо́льфович Ре́йтель (эст. Kalju Reitel; 11 февраля 1921 года, Тапа — 10 сентября 2004 года, Таллин) — эстонский советский скульптор. Член Союза художников СССР.

## Биография
Окончил гимназию в Тапе в 1941 году.
С 1942 по 1943 год учился в Эстонской академии художеств, с 1943 по 1944 год — в лётной школе в Лиепае, затем был мобилизовал в эстонское подразделение немецких военно-воздушных сил (Люфтваффе). В конце войны попытался перебраться из Германии в Швецию, но был интернирован и оказался в тюрьме в американской зоне оккупации Германии.
Выйдя из тюрьмы, Рейтель отправился во Францию, откуда в 1945 году репатриировался в Эстонскую ССР.
В 1950 году завершил образование в Эстонской академии художеств и начал преподавать скульптуру в Таллинском индустриальном техникуме и в Таллинском дворце пионеров.
В декабре того же года был арестован. В заключении находился в тюрьмах Воркуты. Вышел на свободу в 1955 году.
Стал руководителем скульптурного кружка в Таллинском дворце пионеров (позднее центр культуры Кулло). Там у него учились будущие скульпторы Хилле Палм и Яак Соанс и архитектор Рейн Лууп. В мастерской Рейтеля учился скульптор Тауно Кангро.

## Известные работы
- Памятник художнику Кристьяну Рауду (1968, архитектор Эха Рейтель) в парке Хирве.
- Памятник «Скорбящая мать» на братской могиле воинов Советской армии, павших во Второй мировой войне в деревне Линнузе, волость Муху, установлен в 1972 году ( исторический памятник с 1997 до 2022 года[3][4]).
- Памятник павшим в Великой Отечественной войне в посёлке Вяйке-Маарья. Был открыт на центральной площади посёлка 19 сентября 1979 года к 35-й годовщине освобождения Раквере от немецкой оккупации и получил название Мать солдата. В 1992 году перенесён с согласия автора на кладбище Вяйке-Маарья и получил другое название — «Расставание»[5].
- Памятник на братской могиле советских воинов, павших во Второй мировой войне, в посёлке Ахья, установлен в 1978 году[6].
- Памятник в честь 100-летия Кренгольмской забастовки в Нарве (соавтор Борис Калакин), установлен в 1972 году[7].
- Мемориал погибшим эстонским лётчиками (авиабаза Эмари, Эстония, 2004)[8].

Памятник художнику К. Рауду в парке Хирве
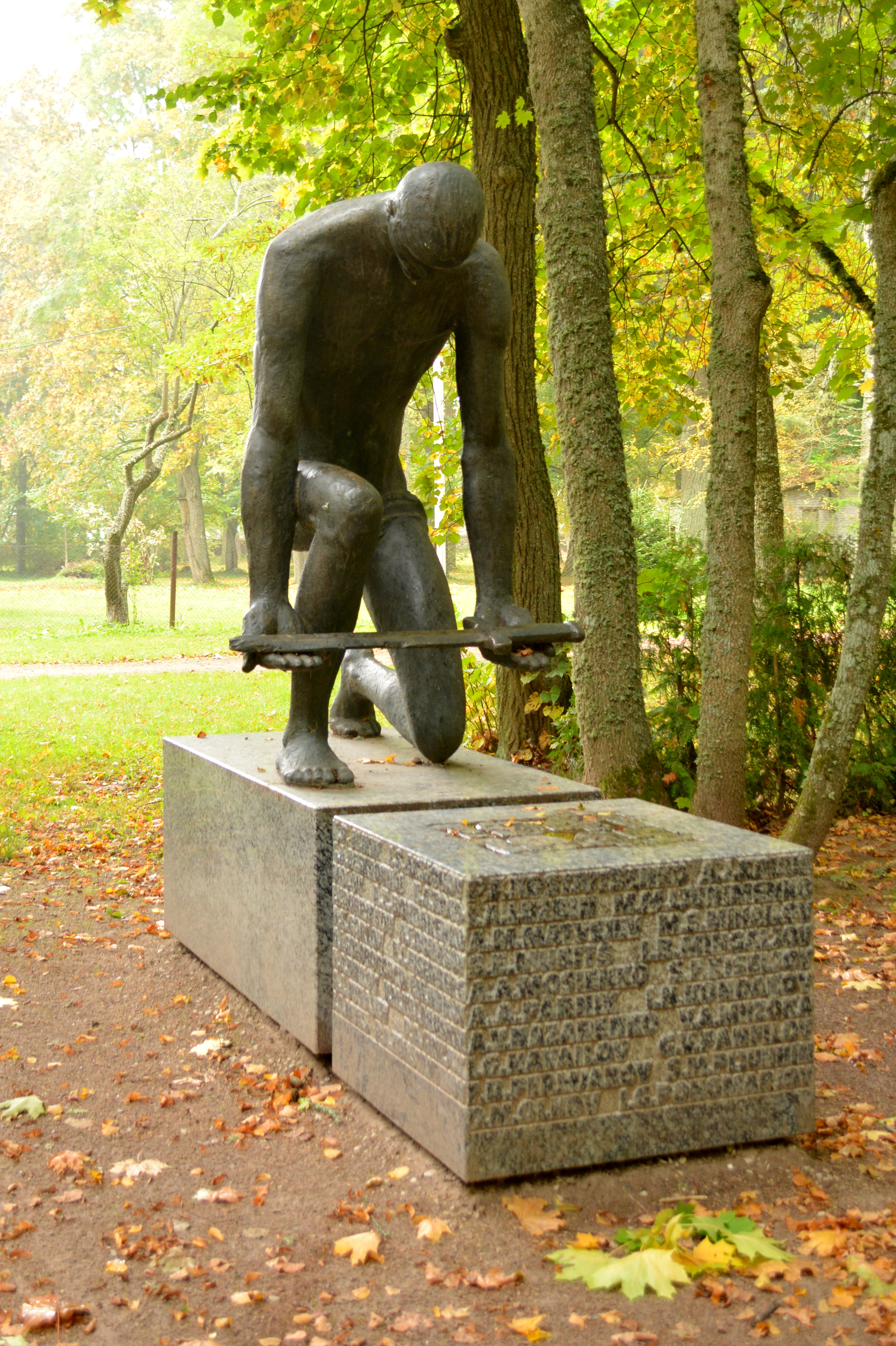
Памятник на братской могиле советских воинов, павших во II мировой войне, посёлок Ахья
Памятник павшим в Великой Отечественной войне («Мать солдата»), посёлок Вяйке-Маарья
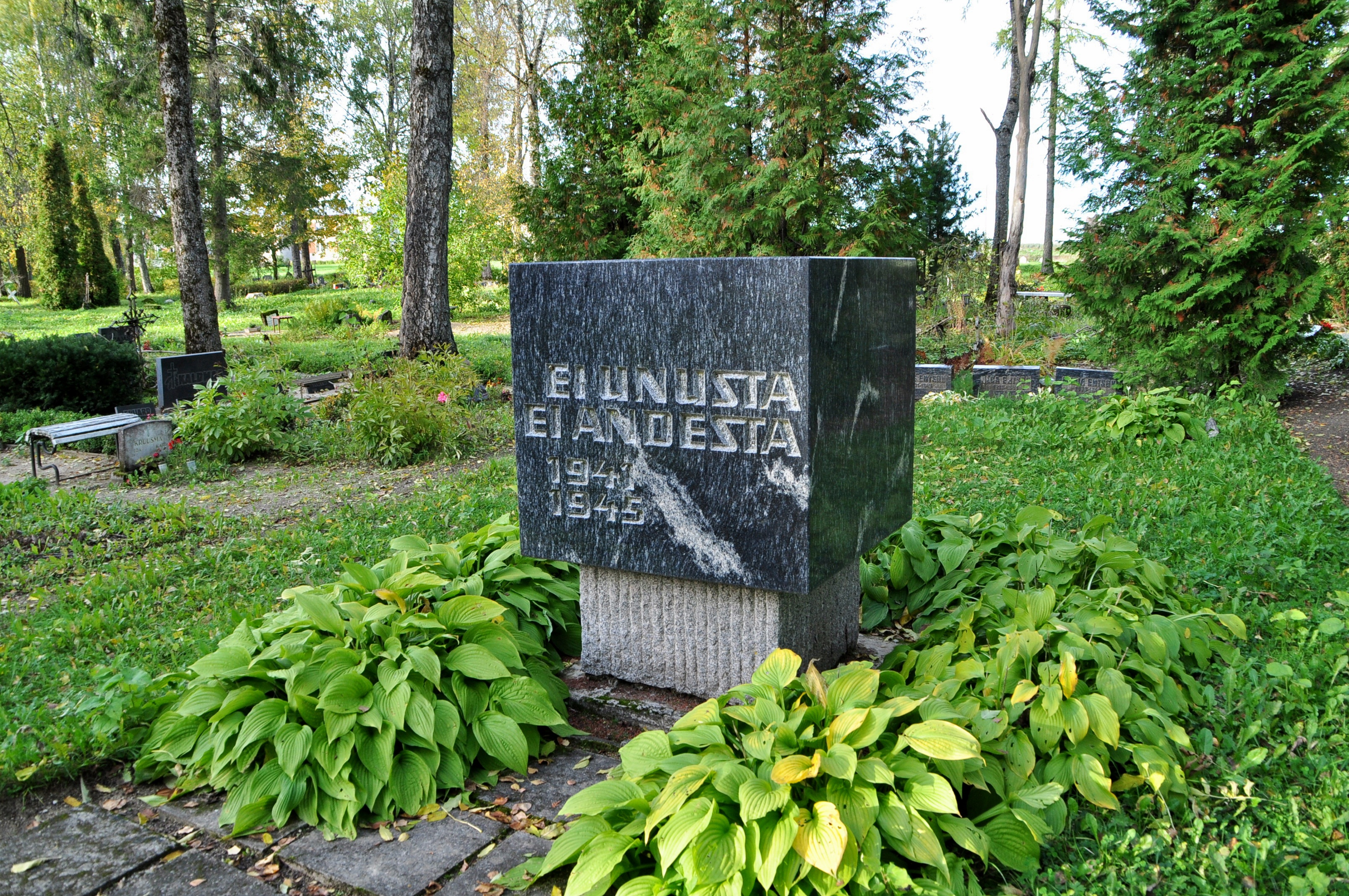
Памятник на братской могиле советских воинов, павших во II мировой войне, Вяйке-Маарья